# Condado de Henderson (Illinois)
El condado de Henderson (en inglés: Henderson County), fundado en 1841, es uno de 102 condados del estado estadounidense de Illinois. En el año 2000, el condado tenía una población de 8213 habitantes y una densidad poblacional de 8 personas por km². La sede del condado es Oquawka. El condado recibe su nombre en honor a Richard Henderson.

## Geografía
Según la Oficina del Censo, el condado tiene un área total de 1023 km² (395 mi²), de la cual 981 km² (378,8 mi²) es tierra y 42 km² (16,216216216216 mi²) (4.13%) es agua.

### Condados adyacentes
- Condado de Mercer (norte)
- Condado de Warren (este)
- Condado de McDonough (sureste)
- Condado de Hancock (sur)
- Condado de Lee, Iowa (oeste)
- Condado de Des Moines, Iowa (noroeste)

## Demografía
Según la Oficina del Censo en 2000, los ingresos medios por hogar en el condado eran de $36 405, y los ingresos medios por familia eran $42 400. Los hombres tenían unos ingresos medios de $31 239 frente a los $21 100 para las mujeres. La renta per cápita para el condado era de $17 456. Alrededor del 9.50% de la población estaban por debajo del umbral de pobreza.

## Transporte

### Autopistas principales
- U.S. Route 34
- Ruta de Illinois 94
- Ruta de Illinois 96
- Ruta de Illinois 116
- Ruta de Illinois 164

## Municipalidades

### Ciudades
- Biggsville
- Dallas City (gran parte en el condado de Hancock)
- Gladstone
- Gulf Port
- Lomax
- Media
- Oquawka
- Raritan
- Stronghurst

### Áreas no incorporadas
- Carman
- Carthage Lake
- Decorra
- Hopper
- Olena
- Shokonon
- Terre Haute

### Municipios
El condado de Henderson está dividido en 11 municipios:
| - Bald Bluff - Biggsville - Carman - Gladstone - Lomax - Media | - Oquawka - Raritan - Rozetta - Stronghurst - Terre Haute |